# بيدرو رودريغيز (عسكري)
بيدرو رودريغيز (بالإنجليزية: Pedro Rodríguez)‏ هو عسكري أمريكي، ولد في 3 يناير 1912 في Lajas, Puerto Rico ‏ في الولايات المتحدة، وتوفي في 19 أكتوبر 1999 في واشنطن العاصمة في الولايات المتحدة.